# Sarah Winchester

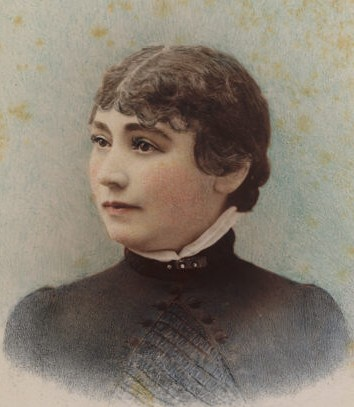
Sarah Winchester (1865)

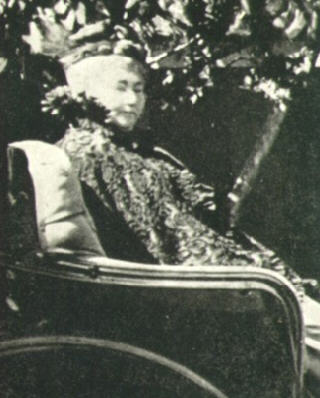
Sarah Winchester (circa 1920)

Sarah Lockwood Winchester (* 1839 in New Haven als Sarah Lockwood Pardee; † 5. September 1922 in San Jose) war die Witwe und Erbin des US-amerikanischen Waffenproduzenten William Wirt Winchester. Ihr Erbe betrug 20 Millionen US-Dollar sowie ein Anteil von 50 % an der Winchester Repeating Arms Company, was sie zu ihrer Zeit zu einer der reichsten Frauen der Welt machte. Größere Bekanntheit erlangte sie durch das Winchester House, das sie 1884 kaufte und bis zu ihrem Tod im Jahr 1922 beständig umbauen und erweitern ließ.

## Leben
Sie wurde im Sommer 1839 als Tochter von Leonard Pardee und seiner Frau Sarah, geb. Burns, in New Haven geboren. Am 30. September 1862 heiratete sie dort William Wirt Winchester, den einzigen Sohn Oliver Winchesters, dem Gründer der Winchester Repeating Arms Company. Am 15. Juni 1866 wurde die gemeinsame Tochter Annie Pardee Winchester geboren, die nur einen Monat später, am 22. Juli 1866, aufgrund eines Marasmus starb.
William Winchester erlag im März 1881 im Alter von 43 Jahren einer Tuberkuloseerkrankung. Da sein Vater ein Jahr zuvor gestorben war, erbte Sarah Winchester das gesamte Vermögen in Höhe von 20 Millionen US-Dollar, was 2019 einem ungefähren Wert von 561,6 Millionen US-Dollar entsprach. Zusätzlich erhielt sie einen Gesellschafteranteil an der Firma ihres Mannes von etwa 50 Prozent, was für den Rest ihres Lebens einem täglichen Einkommen von 1.000 US-Dollar entsprach.

1884 kaufte die Witwe ein Farmhaus mit 8 Zimmern und 161 Acres Land von Dr. Robert Caldwell, das sie nach ihren Vorstellungen umbauen und erweitern ließ. Die Bauarbeiten wurden erst mit ihrem Tod am 5. September 1922 beendet.

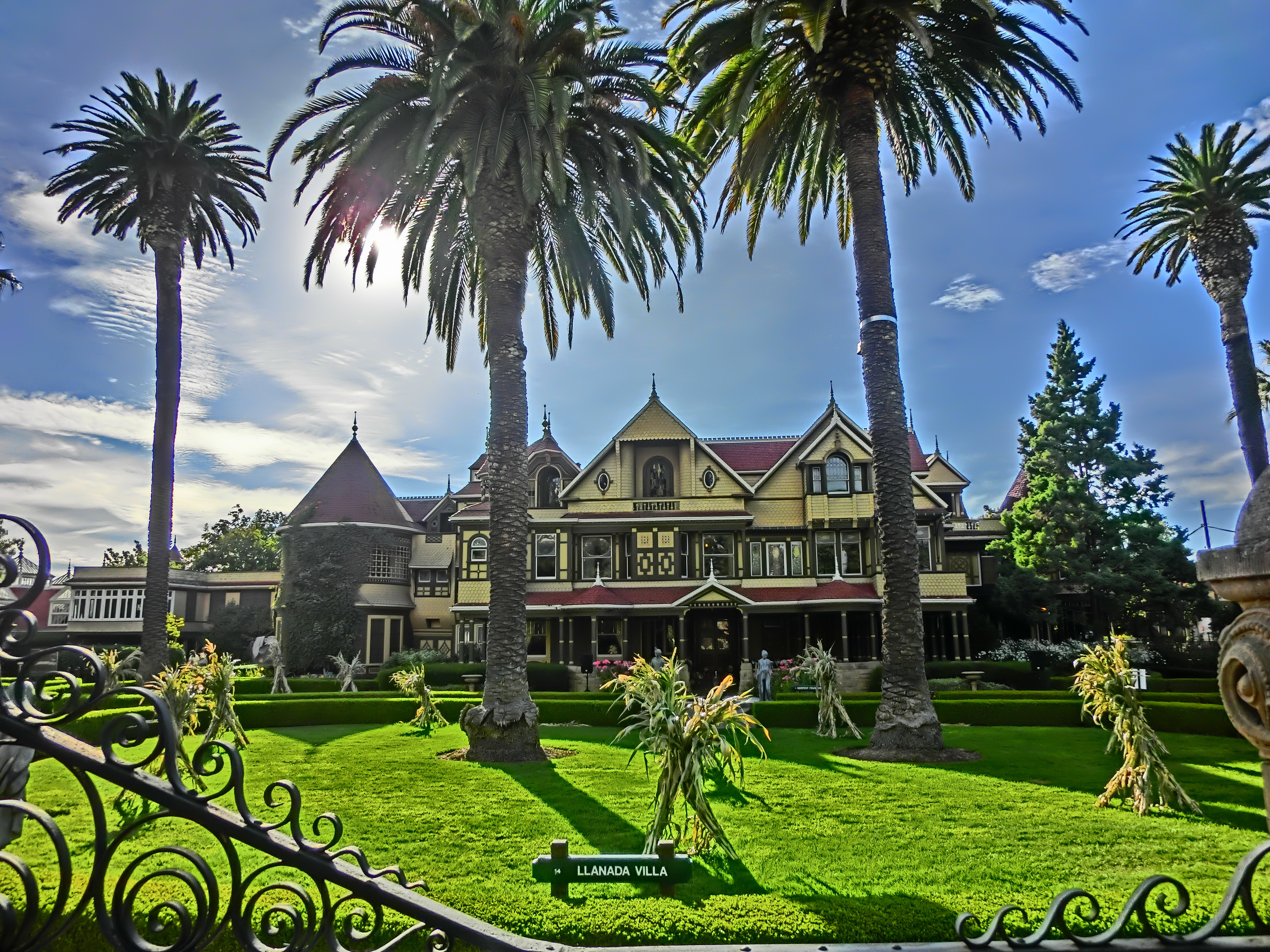
Llanada Villa, bekannt als Winchester Mystery House

1909 gründete Sarah Winchester einen Fonds, mit dem der Bau einer Tuberkulose-Klinik unter dem Dach des New Haven Hospital in ihrer Heimatstadt finanziert wurde. Der Bau des Klinikgebäudes begann 1916, wurde aber noch vor der Fertigstellung von der US-Regierung zur Nutzung als Militärlazarett gemietet. Nach dem Krieg erhielt es den Namen William Wirt Winchester Hospital, blieb aber in staatlicher Hand, bis es ab 1928 seiner ursprünglich zugedachten Aufgabe zugeführt wurde und bis 1940 als Tuberkulose-Klinik operierte. 1948 wurden die nicht mehr genutzten Gebäude verkauft.
Einem Volksglauben zufolge war Sarah Winchester von der Furcht besessen, von den Geistern der mit Winchester-Gewehren Getöteten im Schlaf heimgesucht und getötet zu werden. Daher habe sie ihre Villa wie ein riesiges Labyrinth bauen lassen und täglich in anderen Zimmern übernachtet, um von den Geistern nicht gefunden zu werden. Bereits ab 1895 begannen Zeitungen über das Verhalten Winchesters und ihre Motive für den Bau des Hauses zu spekulieren. Viele dieser Artikel sind der Boulevardpresse zuzuordnen. Berichte über okkulte Zusammenhänge wie zum Beispiel böse Geister und den angeblichen Wahnsinn der Witwe kamen erst nach dem Erdbeben von San Francisco 1906 auf.
Sarah Winchester starb im Schlaf. Die Trauerfeier für sie fand in Palo Alto statt, und sie wurde auf dem Alta Mesa Cemetery beerdigt. Später wurden ihre Gebeine zusammen mit denen ihrer Schwester nach New Haven umgebettet. Sie sind in einem Familiengrab auf dem Evergreen Cemetery beigesetzt.

## Mediale Rezeption
- Der Film Haunting of Winchester House spielt in einem Gebäude namens Winchester House und nimmt auch Bezug auf Sarah Winchester.
- 2018 erschien der Film Winchester – Das Haus der Verdammten von Peter und Michael Spierig mit Helen Mirren in der Rolle der Sarah Winchester.